# Сами, Мадлен
Мадле́н Нали́ни Са́ми (англ. Madeleine Nalini Sami; род. 10 мая 1980, Окленд, Новая Зеландия) — новозеландская актриса, комедиантка и музыкант, известная по своим ролям в фильмах «Реальные упыри» и «Строго на запад».

## Биография
Мадлен родилась 10 мая 1980 года в семье с четырьмя детьми. Её мать, Кристина Саути, имела ирландские корни, в то время как её отец, Нарен Сами, по национальности был фиджи-индийцем, переселившимся в Новую Зеландию. В 1992 году, когда Мадлен было 12 лет, её родители развелись.
В подростковом возрасте Мадлен проходила обучение в средней школе в Онехунге.

## Карьера
Мадлен начала свою карьеру в театре, в частности, в спектакле драматурга Тоа Фрейзера «Bare» в 1999 году и получив за эту роль награду за лучшую женскую роль на «Театральной премии Chapman Tripp». После этого Мадлен приняла участие ещё в одной постановке Фрейзера, «№ 2», которая одержала победу на премии Perrier Comedy Award на «Эдинбургском фестивале Фриндж».
В 2011 году Мадлен, в сотрудничестве с актёром и комиком Томасом Сэйнсбери, написала и вступила в актёрский каст в комедийном телесериале «Супергород», режиссёром которого был Тайка Вайтити. В этом сериале Мадлен сыграла пятерых разных персонажей и за их исполнение получила награду за лучшую женскую роль на премии 2011 Aotearoa Film & Television Awards. Затем Мадлен продолжила карьеру на телевидении, выступив ведущей кулинарного телешоу «The Great Kiwi Bake Off» и сыграв небольшие роли в телесериалах «Везунчик» и «Дурное семя». Также, она выступила режиссёром нескольких эпизодов телесериала «Весёлые девчонки».
Мадлен также развивает музыкальную карьеру и является участницей музыкальной группы The Sami Sisters, в которую входит она сама и две её сестры. В 2011 году группа выпустила свой первый музыкальный альбом «Happy Heartbreak».

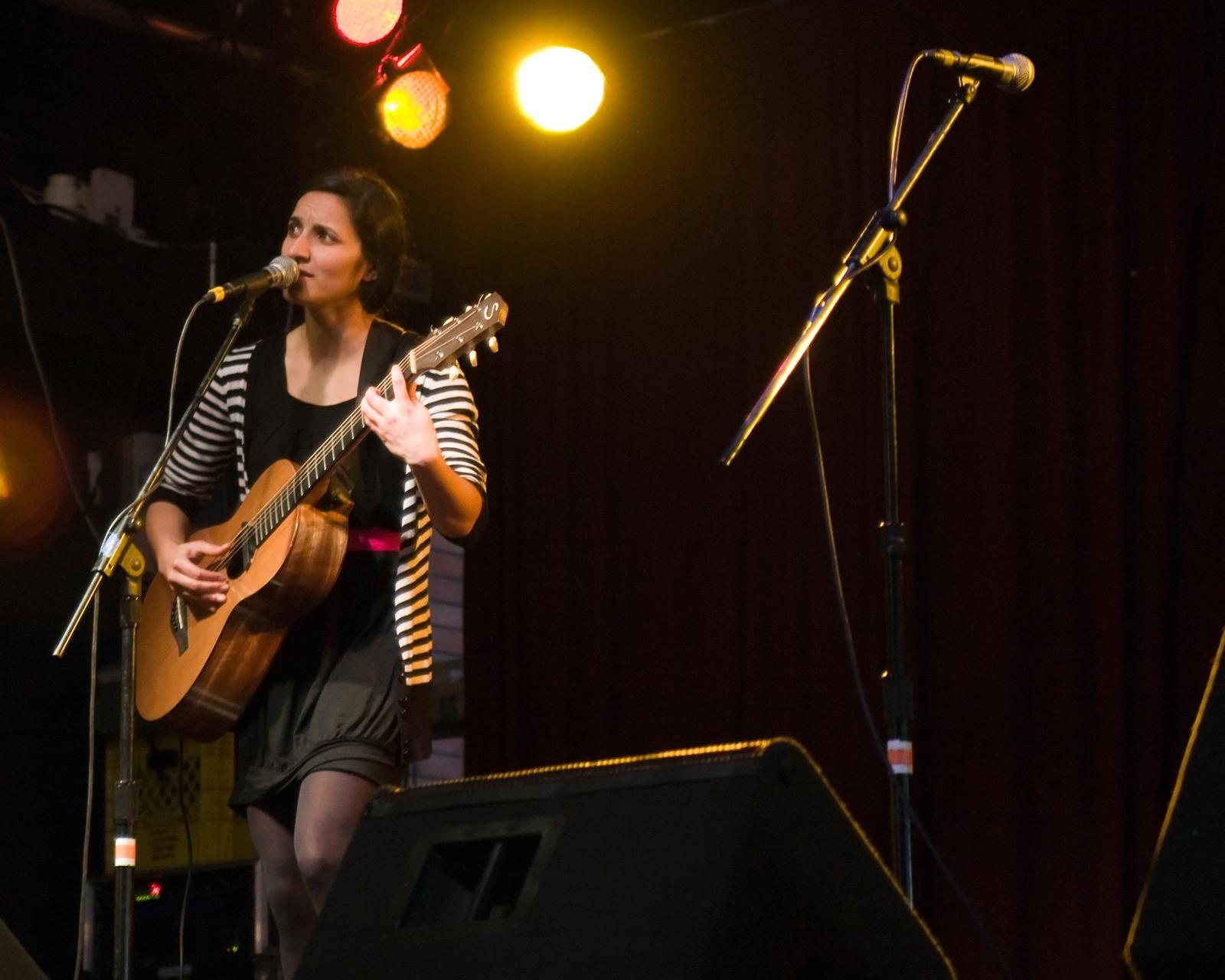
Мадлен на концерте в 2007 году

В 2018 году Мадлен, совместно с Джеки ван Бик, выступила сорежиссёром и сосценаристом в также исполнила одну из главных ролей в комедийном фильме «Агентство расставаний», который получил положительную оценку от зрителей и вошёл в топ-20 самых кассовых новозеландских фильмов всех времён. В 2019 году Мадлен исполнила второстепенную роль в комедийном триллере «Иди к папочке» с Элайджей Вудом в главной роли.
В 2021 году Мадлен приняла участие в музыкальном песенном телешоу «Маска», новозеландской адаптации популярного международного формата «The Masked Singer» в маске Монарха и выбыла в четвёртом выпуске. Спустя два года, в 2023 году, она сыграла одну из главных ролей в австралийском телесериале «Дэдлок».

## Личная жизнь
Мадлен — открытая лесбиянка. В январе 2015 года она женилась на певице Ladyhawke. В 2017 году у пары родилась дочь. В 2023 году девушки объявили о прекращении своих отношений.

## Избранная фильмография
| Год          | Произведение           | Роль                          | Примечания  |
| ------------ | ---------------------- | ----------------------------- | ----------- |
| 1999         | Шортланд-стрит         | Шивани Наран                  | телесериал  |
| 2001         | Зена — королева воинов | Тайро                         | телесериал  |
| 2006—2007    | Бро Таун               | эпизодические голоса / Бьянка | мультсериал |
| 2007         | Орёл против Акулы      | клиентка бургерной            | фильм       |
| 2009         | Под горой              | констебль Вуд                 | фильм       |
| 2013         | Вершина озера          | Зена                          | телесериал  |
| 2014         | Реальные упыри         | Морана                        | фильм       |
| 2015         | Строго на запад        | Маримачо                      | фильм       |
| 2019         | Иди к папочке          | Глэдис                        | фильм       |
| 2019         | Везунчик               | Клэр                          | телесериал  |
| 2023 — н. в. | Дэдлок                 | Эдди Рэдклифф                 | телесериал  |